# 地中海腔吻鱈
地中海腔吻鱈，為輻鰭魚綱鱈形目鼠尾鱈科的其中一種，分布於歐洲地中海的亞德里亞海海域，屬深海底棲性魚類，深度800-1200公尺，體長可達24.5公分，棲息在大陸坡底層水域，生活習性不明。